# 辛內 (哈爾科夫州)
50°13′5″N 35°38′4″E / 50.21806°N 35.63444°E
辛內（羅馬化：Sinne）是位於烏克蘭東部的村莊，由哈爾科夫州博霍杜希夫區的博霍杜希夫市鎮負責管轄。該村始建於1673年，面積9.49平方公里，海拔高度192米，2001年人口693，人口密度每平方公里73人。